# Ayenia mollis
Ayenia mollis là một loài thực vật có hoa trong họ Cẩm quỳ. Loài này được Brandegee mô tả khoa học đầu tiên năm 1909.